# فريدوم (مقاطعة أوتاغامي)
فريدوم، مقاطعة أوتاغامي (بالإنجليزية: Freedom, Outagamie County, Wisconsin)‏ هي بلدة تقع بولاية ويسكونسن في الولايات المتحدة. تبلغ مساحتها 92.6 (كم²)، وترتفع عن سطح البحر 224 م، بلغ عدد سكانها 5842 نسمة في عام 2010 حسب إحصاء مكتب تعداد الولايات المتحدة وتصل الكثافة السكانية فيها 56.6 نسمة/كم2.

## معرض صور

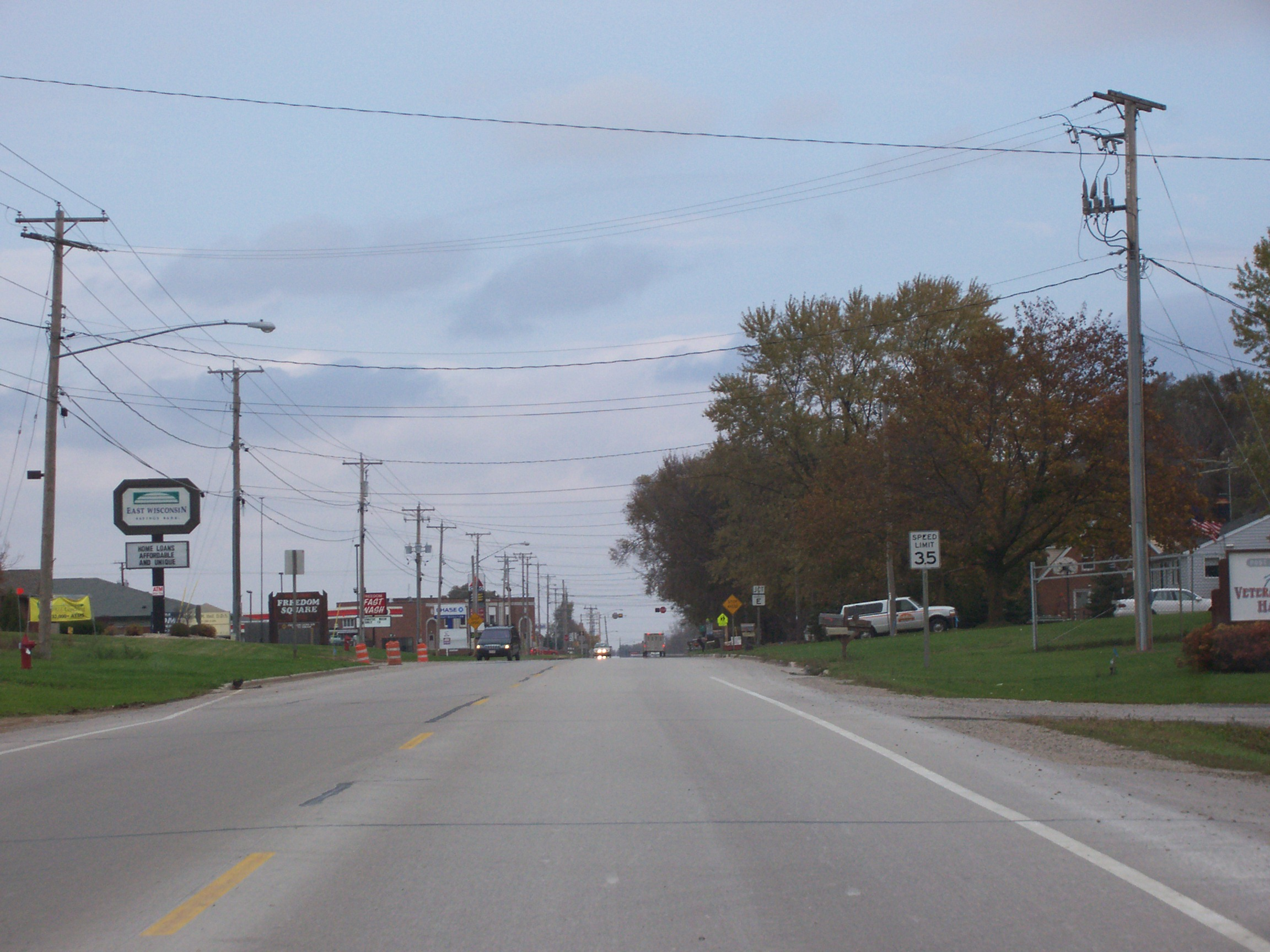
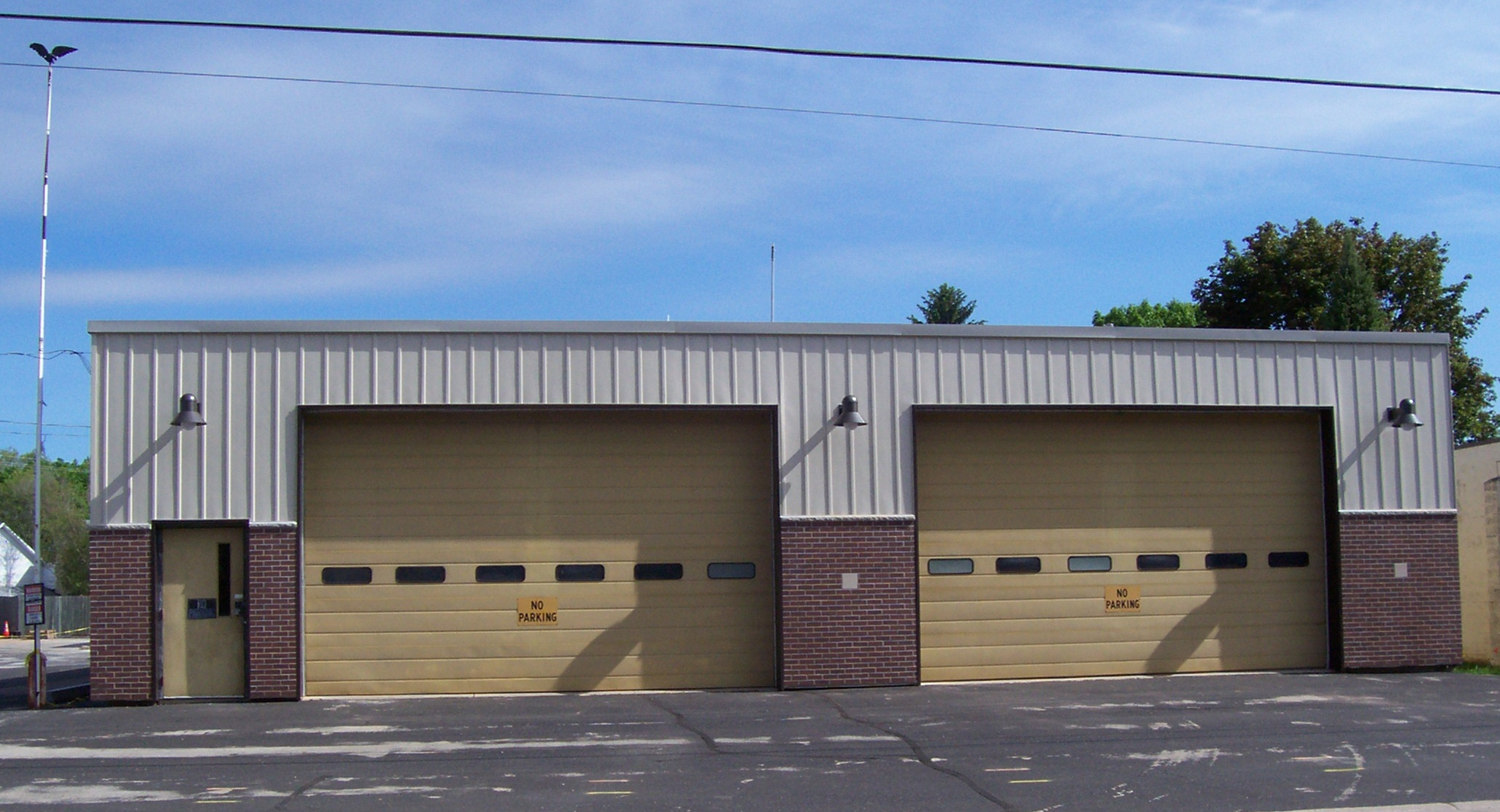
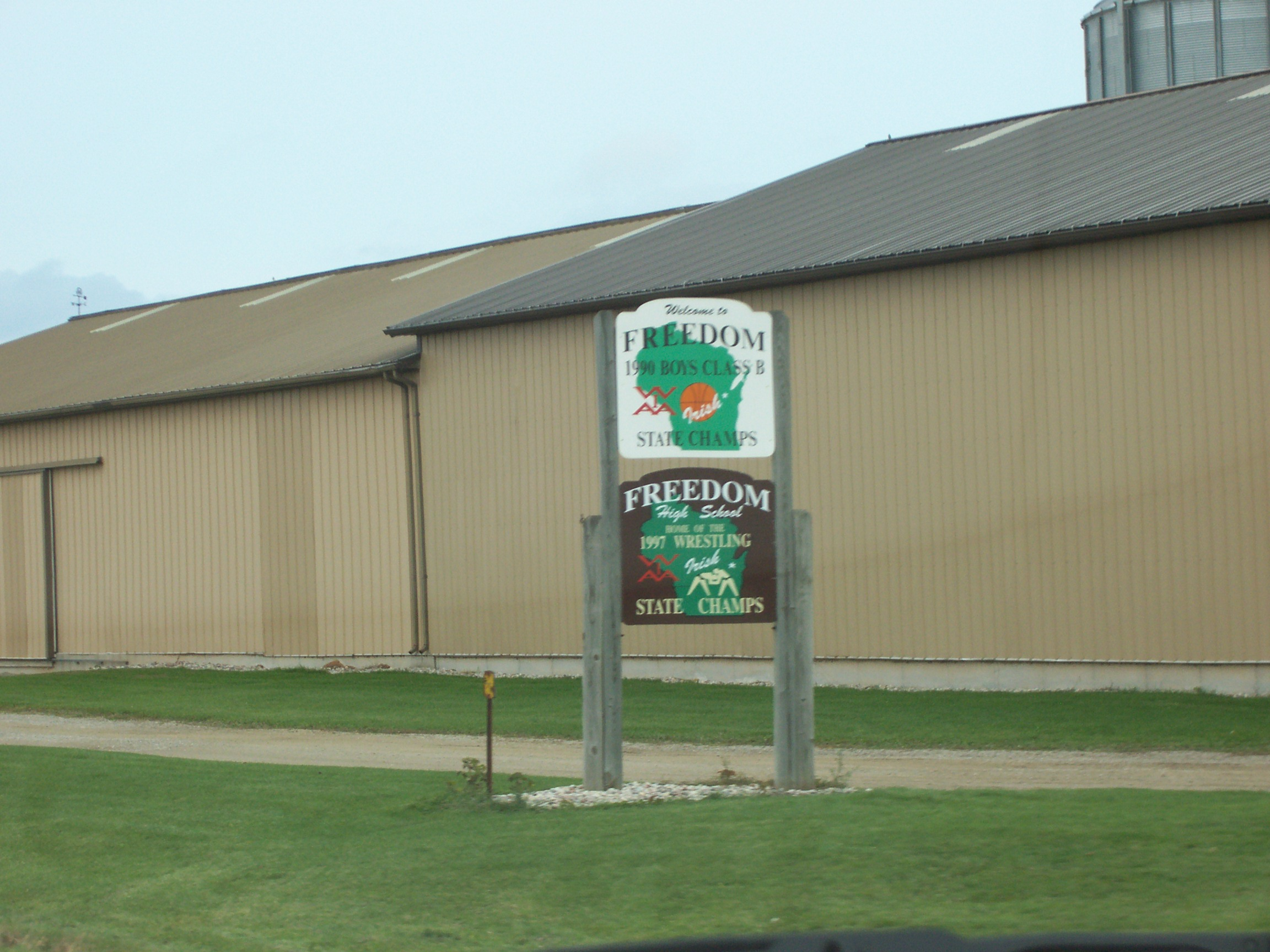
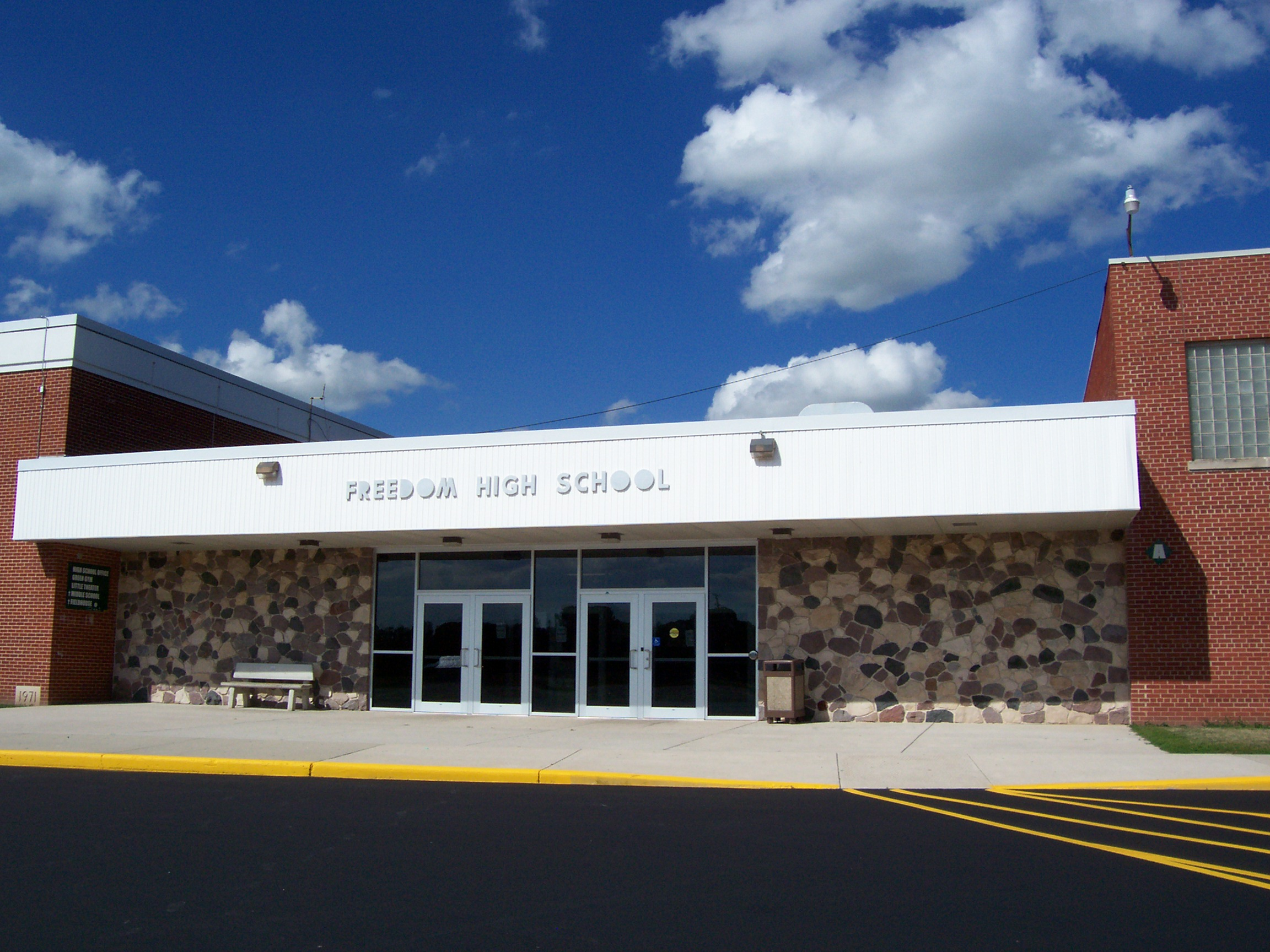

## وصلات خارجية
- http://www.townoffreedom.org/
- The US50 - Cities and Towns in Wisconsin State
- Wisconsin Cities and Towns, Facts, Map, Flag, Colleges, Government, and More